# إمباكت! (مسلسل تلفزيوني)
تي ان ايه أمباكت (بالإنجليزية: !TNA IMPACT  كان يعرف سابقًا باسم !TNA iMPACT IMPACT Wrestling بالعربية: تي إن إيه إمباكت! مصارعه الامباكت) هو برنامج تلفزيوني لمصارعة المحترفين تملكه منظمة تي ان ايه ريسلينج (TNA) ويبث حاليا في الولايات المتحدة علي قناه أيه اكس أس وكندا على قناة فايت نتورك. كما يبث دوليًا في أكثر من 130 بلدًا ومتاح بـ17 لغة مختلفة. يتم تصوير إمباكت ريسلينغ في أورلاندو، فلوريدا وفي عدة اماكن اخري حيث الدخول مجاني. يبث البرنامج على الهواء مباشرة يوم الثلاثاء في 20:00 مساءً بالتوقيت الشرقي للولايات المتحدة أغنية البرنامج الافتتاحية الحالية هي: «نوتوريوس» بواسطة دايل أوليفر.
ظهر العرض لأول مرة في الولايات المتحدة على فوكس سبورتس نت في 4 يونيو 2004، حيث بقي حتى مايو 2005. بدأ العرض بث حلقات عن طريق المشاركة في أسواق محدودة على تلفزيون أمريكا الجنوبية (استبدال بعرض اكسبلوجن) وعلى شبكة الإنترنت بين 24 يونيو و 16 سبتمبر 2005، قبل التوصل إلى اتفاق مع سبايك تي في، مع أول عرض بث في 1 أكتوبر 2005. امباكت! بدأت في بث الحلقات ليالي السبت قبل أن تنتقل بعد ذلك إلى ليالي الخميس في أبريل 2006. وانتقلت لفترة وجيزة إلى ليالي الاثنين في عام 2010 وإلى ليالي الأربعاء في عام 2014 حتى بثها النهائي على سبايك. في عام 2015، انتقل العرض على ديستيشن أمريكا، في البداية بث يوم الجمعة قبل أن يعود إلى ليالي الأربعاء في 3 يونيو 2015. وكان البث النهائي على ديستينشن 16 ديسمبر 2015 في تمام الساعة 11:00 مساء بتوقيت شرق الولايات المتحدة.
منذ 21 يوليو 2016، الامباكت! يبث أسبوعيا على البوب تي في الولايات المتحدة، ليالي الخميس الساعة 8:00 مساء

## التاريخ

### فترة فوكس سبورتس نت (مايو 2004–مايو 2005)
في مايو 2004، أعلنت منظمة توتال نونستوب أكشن ريسلينغ عن توصلها لاتفاق مع فوكس سبورتس نت (إف إس إن) لنقل إمباكت! لمدة ساعة واحدة كل يوم جمعة حيث أمكن مشاهدة البرنامج على قنوات الكابل والأقمار الصناعية لأول مرة. بدأ تسجيل تي إن إيه إمباكت! في ذلك الشهر وبثت الحلقة الأولى في 4 يونيو، 2004. كان إمباكت! يبث أيضا في كندا على قناة «ار دي إس» وأوروبا على قناة ريسلينغ تشانيل، وأيضا في وقت لاحق، على قناة يوروسبورت وبرافو وبرافو 2. انتهى عقد تي إن إيه مع إف إس إن في مايو 2005 ولم يتم تجديده. بثت الحلقة الأخيرة يوم 27 مايو، 2005. كما حققت السلسة نجاحًا كبيرًا، حيث بلغ متوسطها تقديراتها 0,3.

### خدمة البث عبر الشبكة العنكبوتية
بعد انتهاء عقد فوكس سبورتس نت، أصبح إمباكت! بدون ناقل تلفزيوني وبالتالي لم تعد هناك حاجة للترويج للأحداث الشهرية الدفوعة الثمن. في 1 يوليو، بدأت منظمة تي إن إيه بعرض حلقات جديدة من إمباكت! على موقعها الرسمي في البداية باستعمال برنامج بت تورنت للتحميل ثم ريل بلاير. ومن أجل توفير نفقات الإنتاج، يتم تسجيل أربع ساعات من إمباكت! في يوم واحد حيث تعرض بعدها بأشهر.

### فترة قناة سبايك (2005- 2014)
في نفس الوقت، بدأت منظمة تي إن إيه تبحث عن قناة تنقل البرنامج. وأخيرًا عن طريق التفاوض، استطاعت أن تقنع قناة سبايك تي في بنقل البرنامج كل ليلة سبت. بدأ بث إمباكت! في 1 أكتوبر، 2005. يتم تسجيل حلقتين كل يوم ثلاثاء وتعرض في يوم السبت التالي. بدأت قناة سبايك في السيطرة على إيرادات الإعلانات. ونظرًا لنمو المشاهدين، انتقل إمباكت! إلى البث كل خميس في أبريل 2006. وأصبح في نوفمبر يوم الثلاثاء.
في يونيو، 2006، أصبح حلقاتإمباكت! متوفرة في متجر آي تيونز. لكن تم ازالتها منذ ذلك الوقت

#### البث لمدة ساعتين (2007-2010)
بدأ إمباكت! في البث لمدة ساعتين ابتداءً من 4 أكتوبر، 2007. ولكن بدون تغير في موعد بدأ البث.
في 17 يناير، 2008 قدمت قناة سبايك برنامجًا بعنوان غلوبال إمباكت! تظهر فيه مباريات يخوضها مصارعي منظمة تي إن إيه ضد مصارعي منظمة نيو جابان برو ريسلينغ اليابانية.
في 27 مارس، تم عرض إمباكت! على الهواء مباشرة لأول مرة في تاريخ البرنامج ولكن بدون تغير في موعد بدأ البث.
في 23 أكتوبر، 2008، بثت تي إن إيه أول إمباكت! خارج قاعة إمباكت! زون في أورلاندو حيث تم بثه من لاس فيغاس، نيفادا. كما أعلنت المنظمة الانتقال إلى البث مرئي فائق الدقة بشكل كامل.

#### الانتقال إلى يوم الاثنين: 8 مارس، 2010 - 3 مايو، 2010
في 4 يناير، 2010، انتقل إمباكت!  ليوم الإثنين من أجل الوقوف أمام البرنامج الخصم راو التابع لمنظمة وورلد ريسلينغ إنترتاينمينت (دبليو دبليو إي). وكانت هذه أول مرة يتنافس منظمة ان كبيران ضد بعضهما البعض منذ مارس 2001. بدأت تي إن إيه في الترويج لقدوم هولك هوغان إلى المنظمة بينما بدأ دبليو دبليو إي في الترويج لعودة بريت هارت الذي كان آخر ظهور له في نوفمبر، 1997 قبل حادثة مونتريال سكروجوب. كانت نسبة مشاهدة إمباكت! 2,2 مليون مشاهد. وهو أعلى معدل مشاهدة في تاريخ العرض. بينما كانت نسبة مشاهدة راو 5,6 مليون مشاهد هو الأعلى منذ أغسطس 2009.
في 15 فبراير، 2010، أعلن منظمة توتال نونستوب أكشن ريسلينغ (تي إن إيه) عن انتقال إمباكت! للبث كل يوم اثنين ابتداء من 8 مارس، 2010. في 8 مارس، 2010 بدأ بث إمباكت! بأغنية جديدة. كما كانت هذه أول مرة يتنافس فيها منظمة ان على التقديرات من حوالي 9 سنوات.
في 15 فبراير، 2010، أعلن منظمة توتال نونستوب أكشن ريسلينغ (تي إن إيه) عن أن إمباكت! سوف يبث كل ليلة أثنين ابتداء من الاثنين 8 مارس، 2010. كما أعلن أيضا أن إمباكت! سوف يبث على الهواء مباشرة مرة كل أسبوعين. في حلقة 8 مارس من إمباكت!، بدأ إمباكت! افتتاحيته بأغنية جديدة. كما بدأ منذ 12 أبريل، 2010 بث إمباكت!مباشرة في 8:00 مساءً بتوقيت شرق الولايات المتحدة على شاشة قناة سبايك. وجاء هذا التغيير نتيجة للزيادة في تقديرات البرنامج في 29 مارس، 2010، (عندما كان يعرض في 9:00 بتوقيت شرق الولايات المتحدة) و 5 أبريل، 2010 (عندما بدأ بثه في 8:00 بتوقيت شرق الولايات المتحدة).

#### العودة إلى ليالي الخميس (2010-2011)
في يوم الاثنين، 3 مايو، 2010، أعلن منظمة تي إن إيه أن إمباكت! سيعود إلى ليلة الخميس ابتداء من الخميس 13 مايو، 2010 حيث سيبث في الساعة 09:00 بتوقيت شرق الولايات المتحدة. وتعليقا على هذه الخطوة في إعلان نشر على موقع تي إن إيه ريسلينغ الرسمي قال بريان ج. الماس (نائب رئيس قناة سبايك للرياضة والعروض الخاصة) قال «أن تي إن إيه تجمع أكبر قدر من الجمهور في ليلة الخميس حيث أننا واثقون من أن إمباكت! سيكون واحدا من بين أكثر العروض مشاهدة من الشباب». كما صرحت رئيس تي إن إيه ديكسي كارتر في الإعلان نفسه قائلة «لدينا جماهير أوضحوا أنهم يحبون مشاهدة إمباكت في ليلة الخميس. وبانتقالنا إلى الخميس، أصبح ذلك نجاحا لنا ولجماهير تي إن إيه. ونحن نتطلع دوما إلى تقديم ما تريده الجماهير!».
في يوم الخميس 24 يونيو، 2010، قامت قناة سبايك بتوسيع فترة بث "تي إن إيه ترزداي" إلى ثلاث ساعات مع إضافة ساعة إلى برنامج تي إن إيه ريأكشن الذي سيصبح ساعة وثائقية مباشرة يبدأ بثه من 8:00 حتي 9:00 بتوقيت شرق الولايات المتحدة" كما سيركز ريأكشن على قصص وشخصيات من تي إن إيه وعرض لما سيجري في الحلقة القادمة من إمباكت!. كما أصبح تي إن إيه إمباكت! يعرف ياسم "ليلة الخميس" إمباكت! لمواكبة التغيير.
في 13 يناير، 2011 أعلنت رئيسة تي إن إيه ريسلينغ ديكسي كارتر أنه في 24 فبراير 2011، سيتم تسجيل حلقات تي إن إي إمباكت! في استاد كراون كوليزوم في فايتيفيل، نورث كارولينا.

#### إعادة التصميم (2011- 2014)
في 3 مايو 2011، وأثناء تسجيل حلقة 12 مايو من إمباكت!، أصبح البرنامج يعرف باسم إمباكت ريسلينغ مع شعار جديد هو «المصارعة مهمة هنا» مع نظام الألوان تتغير من الأحمر والأسود إلى الأزرق والأبيض والرمادي. أدى هذا إلى عنوان موقع الويب لموقع المصارعة TNA من tnawrestling.com، ليتم تسميته impactwrestling.com.
 في 11 يوليو 2011، تم الإعلان عن أن TNA سوف تسجل مصارعة الأمباكت في 25 أغسطس في مركز فون براون في هانتسفيل، ألاباما، في 21 سبتمبر في مدرج نوكسفيلفي نوكسفيل بولاية تينيسي، وفي 26 أكتوبر في ماكون كوليسيوم في ماكون، جورجيا.  في 6 يناير 2012، أعلنت شركة TNA عن أول بطولة دولية للمصارعة الأمباكت جرت يوم 28 يناير 2012 في ملعب ويمبلي في إنجلترا بلندن. 
في 17 مايو 2012، أعلنت TNA ان مصارعة الامباكت سوف تبث علي الهواء خلال صيف عام 2012 بشكل مباشر ابتداء من 31 مايو، عندما انتقل العرض إلى التوقيت الجديد في 08:00 بتوقيت شرق الولايات المتحدة.  تم تمديد الجدول الزمني المباشر لأول مرة حتى سبتمبر،  ومن ثم خلال بقية عام 2012. 
 في 31 يناير 2013، أعلنت الشركة أنها ستبدأ في تسجيل الأمباكت من أماكن مختلفة في جميع أنحاء الولايات المتحدة بدءا من 14 مارس 2013، من مركز سيرز في شيكاغو. أنهت رسميا عقد الإيجار مع يونيفرسال ستوديوز أورلاندو فلوريدا في أواخر مارس 2013 وغادر منطقة الامباكت زون 
في 14 مارس 2013، قدمت ال TNA مجموعة عالمية جديدة HD التي تستخدم لجميع البرمجة الأسبوعية.  
في 30 مايو 2013، عادت مصارعة الأمباكت إلى وقتها القديم في الساعة التاسعة مساء، وفي يوليو 2013، أعلنت الشركة أنها ستبث خمس عروض مصارعه امباكت خاصة في 2013 ابتداء من 18 يوليو 2013 مع ديستيشن اكس . وأعقب ذلك ب هارد كور جاستيس، نو سريندر  ، فينال ريزلوشن  و تيرنينج بوينت  . وقد حلت هذه العروض الخاصة محل أحداث ال PPV الشهرية التي تحمل نفس الاسم بعد تغيير TNA بتنسيق ال PPV الشهري إلى نموذج ربع سنوي فتم الإبقاء علي اربع عروض لوك دون وساكرفايس وسلامي فرسري وباوند فور جلوري
في 24 أكتوبر 2013، أعلنت ال TNA أنها سوف تعود إلى استوديوهات يونيفرسال في أورلاندو، فلوريدا في 21 نوفمبر 2013 بسبب ارتفاع تكلفة الإنتاج خاصتا للعروض المتنقله  وسيتم تصوير عروض الامباكت من سوندستاج 19، وليس في منطقة الامباكت زون الأصلية في سوندتادج21
و لكن تم الإعلان علي جولة متنلقة وتم تسجيل فيها عروض امباكت في 2014 في وقت لاحق، مثل جينسيس كحلقة خاصة من مصارعه الامباكت  في 16 يناير و 23 يناير 2014 من مركز فون براون في هانتسفيل، ألاباما. كما أعلنت الوكالة عن مبادرة برمجة جديدة تسمى IMPACT365 - حيث لا ينتهي العمل، حيث توفر الكاميرات وصولا غير مسبوق إلى حياة نجوم النجوم.  وقد تم استخدام هذا لإعلانات عن العروض القادمة ولبدء عدوات وقصص جديدة.
في 30 يناير 2014، للمرة الأولى، تم بث مصارعة الامباكت على الهواء مباشرة في المملكة المتحدة على قناة تشالنج الانجليزيه  قبل أن بثت في الولايات المتحدة.  أقيمت العروض في ذا هيدرو في جلاسكو، اسكتلندا. أعلنت ال TNA أنها سوف تغير القاعة التي تستخدمها في بونيفرسال ستديو فلوريدا مرة أخرى بدءا من 13 مارس 2014 حيث تم بث مصارعه الامباكت بشكل مباشر من قاعه سوندستايدج 20.  سوندستاج 19 و 20 أماكن مؤقتة لبث عروض الامباكت  منذ 10 يونيو 2014، سجلت ال TNA مصارعة الأمباكت من مركز «كازينو ساندز» في بيث لاهيم بنسلفانيا وقاعة غراند بالروم في مدينة مانهاتن في مدينة نيويورك. في 17 يوليو 2014، وبعد استطلاع راي الجماهير اعادت الTNA الحلبة السداسيه بشكل دائم 

#### الأشهر الاخيرة علي قناه سبايك
في 28 يوليو 2014، ذكرت TMZ أن سبايك لن يجدد عقد TNA .  بعد ذلك أصدرت رئيسية الTNA ديكسي كارتر وسبايك بيانا مستقلا مدعيا أن المفاوضات جارية.  ومن المقرر أن ينتهي عقد الشركة في سبتمبر.  في 14 أغسطس، أعلنت كارتر أن مصارعه الامباكت  ستنتقل إلى ليالي الأربعاء، وفي 20 أغسطس أعلنت أن مصارعة الامباكت ستستمر على سبايك للفترة المتبقية من عام 2014، مضيفة أن المفاوضات لا تزال مستمرة.  المتحدث باسم سبايك ديفيد شوارتز ل "كريستيان بوست" أن المنافسة المتزايدة من البرامج الرياضية الأخرى دفعت هذه الخطوة من ليالي الخميس.  توقف العرض عن بث أحداث تلفزيونية جديدة بعد حلقة امباكت في 19 نوفمبر 2014 حيث تم تخصيص الحلقات النهائية من 2014 لأفضل عروض الTNA خلال 2014 قبل استئناف العروض الجديدة في 7 يناير 2015 مع عرض مباشر من مركز مانهاتن قاعة الرقص الكبرى في مدينة نيويورك. الحلقة الأخيرة من الامباكت بث على سبايك بثت في 24 ديسمبر 2014. 

### فترة ديستيشن أمريكا 2015
في 19 نوفمبر 2014، أعلنت شركة TNA أنها توصلت إلى اتفاق مع شركة ديسكوفيري كومونيكاتيونس لنقل برامجها، مصارعه الامباكت، إلى شبكتها 
ديستيشن امريكا في يناير 2015.  بعد العرض الأول يوم الأربعاء 7 يناير، تم نقل العروض الي يوم الجمعة يوم 16 يناير. جنبا إلى جنب مع الانتقال إلى ديستيشن أمريكا، وحدث تغيير في شعار العرض، حزمة الرسومات، موسيقي الدخول والحلبة وشكل القاعة. كما تمت إضافة جوش ماثيوز الموظف السابق في WWE
إلى فريق التعليق. سلسلسة جديدة من البرامج مثل امباكت ريسلينج انلووكد التي قدمها مايك تيناي، عرضت لأول مرة يوم السبت 17 يناير  ، وعظم مباريات التي ان ايه  ، وهي سلسلة تضم أفضل المباريات في تاريخ الشركة، تم بث هذا البرنامج لأول مرة يوم السبت 10 يناير.   بعد تبديل عدة مرات مرات عديدة، تم إلغاء كلا العرضين في مايو.  
وفي مايو أيضا، ذكر ديف ملتزر من النشرة الإخبارية للمصارعة أن ديستنيشن أمريكا قررت إلغاء امباكت  بحلول أواخر سبتمبر 2015.   نفت الوكالة بشدة التقرير وقالت: «هذه التصريحات الكاذبة تشكل تشهيرا، التماس جميع سبل الانتصاف القانونية المتاحة لنا».  أعلنت ديستيشن أمريكا في الأسبوع التالي أنها وقعت اتفاقا تجريبيا لمدة 26 أسبوعا مع رينج أوف أونور الذي سيشهد بدء تشغيل شركة رينج أوف أونور للمصارعة في 3 يونيو .  بث يوم الأربعاء ابتداء من يونيو. 
دينجلو ديانيرو "ذا بوب" في 3 يونيو 2015 انضم  رسميا لجوش ماثيوز كإضافة جديدة إلى فريق التعليق للمصارعة الأمباكت
 . في مقابلة سبتمبر مع سبورتس إلوستراتد ، أشارت ديكسي كارتر إلى أن الامباكت  سيبقى يعرض علي ديستييشن أمريكا لبقية السنة
وكان اخر بث لامباكت علي قناة ديستيشن أمريكا كان يوم 16 ديسمبر 2015. 

### فترة بوب تي في (2016-2019)
في 19 نوفمبر 2015، تم الإعلان عن الامباكت سينتقل  ليالي الثلاثاء على البوب ابتداء من 5 يناير 2016.   مع انتقال العرض إلى البوب، وحصلت على رسومات جديدة، الموسيقى دخول جديدة وتغير في شكل الديكور وشكل الحلبة ليشمل التغييرات الجديدة . انتقلت عروض الامباكت  إلى ليلة الخميس ابتداء من 21 يوليو 2016، لتجنب بث عرض ال WWE سماكدون ، الذي انتقل إلى الثلاثاء. 
أعلنت الTNA ان عروض الامباكت و الTNA سوف تبث بشكل حصري على سبايك في المملكة المتحدة ابتداء من 21 أبريل. هذه ستكون هذه هي المرة الأولى منذ ديسمبر 2016 أن الامباكت  في المملكة المتحدة بعد أن فقدوا صفقة مع قناة تشالنج الانجليزية.
و في بدايه 2017 بعد ان سيطرة شركة اناثيم علي التي ان ايه بدئت تضيف شعارها الي جانب شعار الامباكت فتم عمل شعار جديد ليناسب هذا التغيير وتم استخدام موسيقي دخول جديدة وفي يوليو 2017 تم الإعلان ان العرض سيتم تسميته جي اف دبليو امباكت بدلا من امباكت ريسلينج 
بعد رحيل جيف جاريت عن الشركة تم تغيير اسم الشركة إلى إمباكت ريسلينج مرة اخري وتم إعادة اسم العرض لاسمه القديم .
في فبراير 2018 قامت الشركة بعمل تغير كبير حيث تم تغير شعار البرنامج وشكل الحلبة وانتقلت الحلبة من الشكل السداسي للشكل الرباعي وتم عمل تغيير في الديكور ليتناسب مع الحقبة الجديدة.
في أكتوبر 2018 عروض امباكت! انتقلت إلى توقيت جديد 10 مساءً بتوقيت الشرقي للولايات المتحدة يوم الخميس على قناة بوب Pop بدلاً من التوقيت القديم الساعة الثامنة مساءًَ بتوقيت الشرقي .

#### فترة بيرسويت وتويتش (2019)
في اواخر عام 2018 اعلنت قناة بوب انها لن تجدد عقدها مع الشركة وانهم سيستبدلون عروض ارو لوتشا بعروض الامباكت  وكان اخر عرض أمباكت! علي قناة بوب تي في بتاريخ 3 يناير 2019 . واضطرت الشركة ان تجد قناة مؤقتة حتي تنتقل مع شبكة أفضل وأكبر وهذه القناة التي نقلت عروضها عليها هي قناة تابعة للشركة الام انثيم تدعي قناة بيرسويت ولكن هذه القناة كانت غير متوفرة في معظم المنازل لذلك تم الإعلان عن عرض عروض الامباكت علي قناة الاتحاد علي منصة تويتش وانتقلت العروض من يوم الخميس إلي يوم الجمعة الساعة الثامنة مساءً بالتوقيت الشرقي ومع القناة الجديدة تم عمل تصميم جديد لشعار العرض ليتناسب مع التغيرات الجديدة وكان أول عرض امباكت في الحقبة الجديدة كان بتاريخ الجمعة 11 يناير 2019 . لكن تاتي الرياح بما لا تشتهي السفن لان القناة الجديدة ليست مشهورة بالقدر الكافي جاءت نسبة أول عرض بمعدل 12500 مشاهدة وهذا اقل بكثير من اقل نسبة مشاهدة علي قناة البوب تي في وهذا تسبب بصدمة كبيرة للمسئولين والاداريين خلف الكواليس .
في سبتمبر 2019، اشترت شركة انثيم حصة أغلبية من نسبة شبكة AXS. وبعد بضعة أيام أُعلن أن عرض الامباكت! سينتقل من قناة بيرسويت إلى شبكة AXS في الشهر التالي، بعد عرض 2019 Bound for Glory ، بالإضافة إلى استمر بث العرض على قناة Twitch الخاصة بالشركة.

#### فترة أيه اكس أس (2019 -حتي الوقت الحاضر)
تم الإعلان في وقت لاحق من شهر أكتوبر 2019 جدول عروض أمباكت علي شبكة AXS حيث ان العروض ستنتقل من يوم الجمعة إلي يوم الثلاثاء وأول عرض امباكت سينقل علي القناة سيكون عرض الامباكت بتاريخ 29 أكتوبر 2019 .

## المحتوي
| القناة والتوقيت                                                           | السنوات     | متوسط التقدير بالمليون مشاهدة |
| ------------------------------------------------------------------------- | ----------- | ----------------------------- |
| اف اس ان (الجمعة 3 مساءاً)                                                 | 2004        | 0.2                           |
| اف اس ان (الجمعة 4 مساءاً)                                                 | 2005        | 0.3                           |
| سبايك (السبت 11مساءاً)                                                     | 2005–06     | 0.7                           |
| سبايك (الخميس 11 مساءاً )                                                  | 2006        | 0.9                           |
| سبايك (الخميس 9 مساءاً)                                                    | 2006–07     | 1.0                           |
| سبايك (الخميس 9 مساءاً ساعتين )                                            | 2007–10     | 1.2                           |
| سبايك (الاثنين 9 مساءاً ساعيتن )                                           | 2010        | 0.7                           |
| سبايك (الاثنين 8 مساءاً ساعتين )                                           | 2010        | 0.9                           |
| سبايك (الخميس 9 مساءاً ساعتين )                                            | 2010–12     | 1.1                           |
| سبايك (الخميس 8 مساءاً ساعتين )                                            | 2012–13     | 1.0                           |
| سبايك (الخميس 9 مساءاً ساعتين )                                            | 2013–14     | 1.0                           |
| سبايك تي في (الاربعاء 9 مساءاً ساعتين )                                    | 2014        | 0.8                           |
| ديستنشن امريكا ‏ (الجمعة 9 مساءاً ساعتين )                                  | 2015        | 0.35                          |
| ديستيشن أمريكا (الاربعاء 9 مساءاً ساعتين )                                 | 2015        | 0.28                          |
| ديستيشن أمريكا (الأربعاء 11 مساءاً ساعتين)                                 | 2015        | 0.16                          |
| بوب تي في (الثلاثاء 9 مساءاً ساعتين )                                      | 2016        | 0.25                          |
| بوب تي في (الخميس 8 مساءاً ساعتين )                                        | 2016 –2018  | 300,000                       |
| بوب تي في (الخميس 10 مساءاً ساعتين )                                       | 2018 - 2019 |                               |
| قناة بيرسويت (الجمعة 8 مساءاً ساعتين )                                     | 2019        |                               |
| قناة تويتش (الجمعة 8 مساءاً ساعتين )                                       | 2019        |                               |
| شبكة AXS ( الثلاثاء 8 مساءاً ساعتين ) قناة تويتش (الثلاثاء 8 مساءاً ساعتين) | 2019        |                               |

## التكوين
يستضيف إمباكت! ما بين أربعة إلى سبع مباريات خلال الساعتين. فضلا عن العديد من المقابلات والبرامج والإعلانات التي تكون بين المباريات.
عندما كان إمباكت! على فوكس سبورتس نت، كانت لجميع المباريات مهلة زمنية محدة (10 دقائق للمباريات الفردية و 20 دقيقة لمباريات الفرق و 30 دقيقة لمباريات الحدث الرئيسي). وفي حالة وجود تجاوز الحد الزمني المفروض، يتم تحديد الفائز من قبل لجنة إن دبليو إيه كميتي، وهي لجنة تتكون من ثلاثة مصارعين مخضرمين. ومنذ أن انتهى عقد إمباكت! مع فوكس سبورتس نت، انتهت المهل، ولكن في أواخر عام 2009، أعادت المنظمة المهل مرة أخرى. وانتهت هذه المهل مرة اخري

### قائمة المصارعين
قائمة مصارعي توتال نونستوب أكشن ريسلينغ
| المعلقين                        | التاريخ |
| ------------------------------- | --- |
| مايك تيناي ودون ويست            | من 4 يونيو 2004 إلي 13 أغسطس 2009                                                                                                   |
| ميك تيناي وجيم كورنيت           | 14 ديسيمبر 2006 |
| ميك تيناي وتاز                  | من 20 أغسطس 2009 إلي 8 أكتوبر 2012 و من 25 أكتوبر 2012 إلي 8 نوفمبر 2012 (الساعة الثانية) و من 6 يونيو 2013 إلي 19 نوفمبر 2014      |
| تود كينيلي وجيرمي بوراش         | من 25 أكتوبر 2012 إلي 8 نوفمبر 2012 (الساعة الأولي)                                                                                 |
| تود كينيلي ومايك تيناي وتاز     | من 15 نوفمبر 2012 إلي 30 مايو 2013                                                                                                  |
| ميك تيناي وجيرمي بورش           | 1 نوفمبر 2012 (الساعة الثانية) و من 18 يوليو 2013 إلي 1 اغسطس 2013 و من 30 يناير 2014 إلي 6 فبراير 2014                             |
| جيرمي بوراش وتاز                | 8 أغسطس 2013 |
| جوش ماثيوز وتاز                 | من 6 يناير 2015 إلي 10 أبريل 2015                                                                                                   |
| جوش ماثيوز وأل سنو              | 1 مايو 2015 و 29 مايو 2015 |
| جوش ماثيوز                      | من 17 أبريل 2015 إلي 24 أبريل 2015 8 مايو 2015                                                                                      |
| جوش ماثيوز ومايك تيناي          | 15 مايو 2015 |
| جوش ماثيوز وذا بوب              | 22 مايو 2015 و من 3 يونيو 2015 إلي 29 مارس 2016 و من 12 أبريل 2016 إلي 2 مارس 2017 و من 27 أبريل 2017 إلي 18 مايو 2017 1 يونيو 2017 |
| جيرمي بوراش وجوش ماثيوز         | 15 مارس 2016 و من 29 مارس 2016 إلي 5 أبريل 2016 و من 15 ديسمبر 2016 إلي 8 يونيو 2017 29 يونيو 2017 17 أغسطس 2018 إلي 1 فبراير 2018  |
| جيرمي بوراش وجوش ماثيوز وذا بوب | من 9 مارس 2017 إلي 20 أبريل 2017 25 مايو 2017 و من 6 يوليو 2017 إلي 10 أغسطس 2017                                                   |
| جوش ماثيوز وسونجاي دوت          | من 8 فبراير 2018 إلي 19 أبريل 2018                                                                                                  |
| جوش ماثيوز ودون كاليس           | من 26 أبريل 2018 حتي الآن |

### إدارة تي إن إيه
قائمة مسؤلو تي إن إيه

### حلقات خاصة
| الحلقة                         | التاريخ                     | التقدير                                            | ملاحظة |
| ------------------------------ | --------------------------- | -------------------------------------------------- | --- |
| لايف إمباكت!                   | 27 مارس 2008                | 1.0 مليون مشاهد                                    | بث العرض على الهواء مباشرة لأول مرة |
| لايف إمباكت! بالبث عالي الوضوح | 23 أكتوبر 2008              | 1.1 مليون مشاهد                                    | بث العرض لأول مرة خارج قاعة إمباكت! زون |
| إمباكت! 200                    | 30 يوليو 2009               | 1.3 مليون مشاهد                                    | الحلقة رقم 200 على قناة سبايك. |
| سوبر إمباكت!                   | 15 أكتوبر، 2009             | 0.94                                               | 3 ساعات خاصة من إمباكت! تميهدا لحدث باوند فور غلوري. |
| نيو يير نوكأوت إيف             | 31 ديسمبر، 2009             | 0.6 مليون مشاهد                                    | 4 ساعات من إمباكت! تشمل مصارعات النوكأوت و 3 من أقوى مباريات 2009 تم التصويت لها من قبل الجمهور.                                                             |
| مونداي نايت إمباكت!            | 4 يناير، 2010               | 1.5 مليون مشاهد                                    | 3 ساعات بث مباشر لعرض إمباكت! يوم الاثنين. |
| إمباكت من لندن                 | 2 فبراير، 2012              | 1.2 مليون مشاهد                                    | حلقة خاصة من إمباكت ريسلينغ لأول مرة من لندن. |
| ديستنيشن اكس 2013              | 18 يوليو 2013               | 1.16 مليون مشاهد                                   | حلقة خاصة من عرض امباكت ريسلينج استبدلت بعرض ديستنيشن اكس الشهري .                                                                                           |
| هار كور جاستيس 2013            | 15 اغسطس 2013 22 اغسطس 2013 | الاولي 0.99 مليون مشاهد / الثانية 1.03 مليون مشاهد | حلقتين خاصتين من امباكت استبدلتا بعرض هارد كور جاستيس الشهري .                                                                                               |
| نو سريندرر 2013                | 13 سبتمبر 2013              | 1.08 مليون مشاهد                                   | حلقة خاصة من عرض امباكت استبدلت بعرض نو سريندر الشهري . |
| تيرنيج بوينت 2013              | 21 نوفمبر 2013              | 950 الف مشاهد                                      | حلقة خاصة من عرض امباكت استبدلت بعرض تيرنيج بوينت الشهري .                                                                                                   |
| فاينال ريزلوشن 2013            | 13 ديسمبر 2013              | 1.06 مليون مشاهد                                   | حلقة خاصة من عرض امباكت استبدلت بعرض فاينال ريزلوشن الشهري.                                                                                                  |
| جينيسيس 2014                   | 16 يناير 2014 23 يناير 2014 | الاولي 1.08 مليون مشاهد / الثانية 1.21 مليون مشاهد | حلقتين خاصتين من عرض امباكت استبدلتا بعرض جينيسيس الشهري .                                                                                                   |
| امباكت من مباشر من اسكوتلندا   | 30 يناير 2014               | 1.14 مليون مشاهد                                   | حلقة خاصة ومباشرة من عرض امباكتلاول مرة مدينة غلاسكوالانجليزية.                                                                                              |
| شامبيون شو كيس                 | 10 يوليو 2014               | 1.02 مليون مشاهد                                   | حلقة خاصة من عرض امباكت حيث يتم الدفاع عن بطولات بطولة الاكس دفجن وبطولة النوك اوتس وبطولة الفرق .                                                           |
| ديستنيشن اكس 2014              | 31 يوليو 2014               | 1.02 مليون مشاهد                                   | حلقة خاصة من عرض امباكت استبدلت بعرض ديستيشن اكس الشهري . |
| هارد كور جاستيس 2014           | 20 اغسطس 2014               | 0.65 مليون مشاهد                                   | حلقة خاصة من عرض امباكت استبدلت بعرض هارد كور جاستيس الشهري.                                                                                                 |
| نو سريندرر 2014                | 17 سبتمبر 2014              | 0.88 مليون مشاهد                                   | حلقة خاصة من عرض امباكت استبدلت بعرض نو سرينديرر الشهري . |
| لوك دون 2015                   | 6 فبراير 2015               | 0.52 مليون مشاهد                                   | حلقة خاصة من عرض امباكت استبدلت بعرض لوك دون الشهري. |
| تي كيه او: نايت اوف نوك اوتس   | 24 ابريل 2015               | 0.46 مليون مشاهد                                   | حلقة خاصة من عرض امباكت حيث تدور كل احداث العرض عن النوك اوتس .                                                                                              |
| هارد كور جاستيس 2015           | 1 مايو 2015                 | 0.52 مليون مشاهد                                   | حلقة خاصة من عرض امباكت استبدلت بعرض هارد كور جاستيس الشهري .                                                                                                |
| ماي ميهام 2015                 | 29 مايو 2015                | 413,000 مشاهد                                      | حلقة خاصة من عرض امباكت. |
| ديستنيشن اكس 2015              | 10 يونيو 2015               | 330,000 مشاهد                                      | حلقة خاصة من عرض امباكت استبدلت بعرض ديستيشن اكس الشهري . |
| نو سريندرر 2015                | August 5, 2015              | 327,000 مشاهد                                      | حلقة خاصة من عرض امباكت استبدلت بعرض نو سرينديرر الشهري . |
| TNA ضد GFW                     | 12 اغسطس 2015               | 270,000 مشاهد                                      | حلقة خاصة من عرض امباكت حيث تاج مصارعين من اتحاد TNA ضد مصارعين من اتحاد GFW.                                                                                |
| تيرنيج بوينت 2015              | 19 اغسطس 2015               | 323,000 مشاهد                                      | حلقة خاصة من عرض امباكت استبدلت بعرض تيرنيج بوينت الشهري .                                                                                                   |
| #الفائز ياخذ الكل              | 16 سبتمبر 2015              | 258,000 مشاهد                                      | حلقة خاصة من عرض امباكت ريسلينج اتحاد التي ان ايه تحدي اتحاد جي اف دبليو في مباراة ليثل لوك دون والفائز في هذه المباراة يسيطر علي اتحاد التي ان ايه.         |
| لوك دون 2016                   | 23 فبراير 2016              | 297,000 مشاهد                                      | حلقة خاصة من عرض امباكت ريسلينج استبدلت بعرض لوك دون الشهري.                                                                                                 |
| ريفنج                          | 5 ابريل 2016                | 272,000 مشاهد                                      | حلقة خاصة من عرض امباكت ريسلينج. |
| ساكريفايس 2016                 | April 26, 2016              | 332,000 مشاهد                                      | حلقة خاصة من عرض امباكت ريسلينج استبدل بعرض ساكريفايسالشهري.                                                                                                 |
| ماي ميهام 2016                 | 24 مايو 2016                | 359,000 مشاهد                                      | حلقة خاصة من عرض امباكت ريسلينج. |
| جولد راش                       | 14 يونيو 2016               | 296,000 مشاهد                                      | حلقة خاصة امباكت ريسيلينج حيث يتم الدفاع عن جميع الالقاب المتواجدة في التي ان ايه                                                                            |
| فاينال ديليشن                  | 5 يوليو 2016                | 410,000 مشاهد                                      | حلقة خاصة من عرض امباكت ريسلينج الحدث الرئيسي لهذا العرض كان مباراةجيف هاردي ضد مات هاردي والفائز بالمباراة يسيطر علي املاك عائلة هاردي.                     |
| ديستيشن اكس 2016               | 12 يوليو 2016               | 358,000 مشاهد                                      | حلقة خاصة من عرض امباكت استبدلت بعرض ديستيشن اكس الشهري . |
| تيرنيج بوينت 2016              | 25 اغسطس 2016               | 373,000 مشاهد                                      | حلقة خاصة من عرض امباكت استبدلت بعرض تيرنيج بوينت الشهري .                                                                                                   |
| ديليت او ديكاي                 | 8 سبتمبر 2016               | 337,000 مشاهد                                      | حلقة خاصة من عرض امباكت ريسلينج مباراة الحدث الرئيسي كانت مواجهة بين فريق الديكاي وفريق هاردي بويز.                                                          |
| الطريق للمجد 2016              | 29 سبتمبر 2016              | 365,000 مشاهد                                      | حلقة خاصة من عرض امباكت حيث كان الحدث الرئيسي مباراة فرق 4 ضد 4 ليثل لوك دون لاشلي واي سي ثري الفائز ياخذ الحق في اختيار نوع مباراتهم في عرض باوند فور جلوري |
| امباكت الشكر 2016              | 24 نوفمبر 2016              | 165,000 مشاهد                                      | حلقة خاصة من عرض امباكت بمناسبة عيد الشكر |
| توتال نون ستوب ديليشن          | 15 ديسمبر 2016              | 329,000 مشاهد                                      | حلقة خاصة من عرض امباكت حيث عرضت بشكل مباشر من منزل المصارع مات هاردي                                                                                        |
| جينيسيس 2017                   | 26 يناير 2017               | 307,000 مشاهد                                      | حلقة خاصة من عرض امباكت استبدلت بعرض جينيسيس الشهري . |
| ديستنيشن اكس 2017              | 17 اغسطس 2017               | 320,000 مشاهد                                      | حلقة خاصة من عرض جي اف دبليو امباكت ! استبدلت بعرض ديستنيشن اكس الشهري .                                                                                     |
| فيكتوري رود 2017               | 28 سبتمبر 2017              | 264000 مشاهد                                       | حلقة خاصة من عرض جي اف دبليو امباكت ! استبدلت بعرض فيكتوري رود الشهري .                                                                                      |
| امباكت الشكر 2017              | 23 نوفمبر 2017              | 169000 مشاهد                                       | حلقة خاصة من عرض امباكت بمناسبة عيد الشكر |
| جينيسيس 2018                   | 25 يناير 2018               | 310000 مشاهد                                       | حلقة خاصة من عرض امباكت استبدلت بعرض جينيسيس الشهري . |
| كروس رودز                      | 8 مارس 2018                 | 325,000 مشاهد                                      | حلقة خاصة من عرض امباكت . |
| اندر بريشر                     | 26 أبريل 2018               | 283,000 مشاهد                                      | حلقة خاصة من عرض امباكت . |
| ري ديفايند                     | 30 أغسطس 2018               | 225,000 مشاهد                                      | حلقة خاصة من عرض امباكت . |
| امباكت الشكر 2018              | 22 اغسطس 2018               | 124000 مشاهد                                       | حلقة خاصة من عرض امباكت بمناسبة عيد الشكر |
| انكيد                          | 15 فبراير 2019              | 15 فبراير 2019                                     | حلقة خاصة من عرض امباكت . |
| اجانيست أول اودز 2019          | 30 مارس 2019                | 30 مارس 2019                                       | حلقة خاصة من عرض امباكت استبدلت بعرض أغانيست آول اودز الشهري.                                                                                                |
| فول اوت                        | 14 يوليو 2019               | 14 يوليو 2019                                      | حلقة خاصة من عرض امباكت شهدت توابع عرض سلامي فرسري 2019 ودوري بطولة ماتش أب.                                                                                 |
| كالي كومبات                    | 23 أغسطس 2019               | 23 أغسطس 2019                                      | حلقة خاصة من عرض امباكت من هوليوود, كاليفورنيا. |

### أحداث متكررة
| البرنامج                                   | النوع                   | المقدم (ون)                          | سنوات النشاط                            | ملاحظة |
| ------------------------------------------ | ----------------------- | ------------------------------------ | --------------------------------------- | --- |
| رف كت                                      | مقابلة                  | مصارعي تي إن إيه                     | فبراير 2008 - أبريل 2009                | مقابلة مع أحد مصارعي تي إن إيه يتكلم فيها عن مسيرته. |
| 25,000 دولار فان تشالينج                   | تحدي مصارعة             | أوسوم كونغ ورشا سعيد                 | مايو 2008 - يوليو 2008                  | تقوم أوسوم كونغ (محور قصة) بتحدي أحد الجماهير ليلعب ضدها في مباراة. إذا فاز يحصل على 25,000 دولار وحزام بطولة نوكأوت النسائية. انتهى البرنامج بعد أن قامت تايلور وايلد بهزيمتها. |
| كارين أنجل                                 | مقابلة                  | كارين أنجل                           | يوليو 2008 - أكتوبر 2008                | برنامج حواري. انتهى بعد أن غادرت كارين منظمة تي إن إيه لقضاء وقت أطول مع عائلتها. |
| أو.دي.بي أنجل / تراش تالكينغ ويذ أو.دي.بي  | مقابلة                  | أو.دي.بي                             | نوفمبر 2008 - ديسمبر 2009               | أخذت مكان كارين التي غادرت المنظمة. |
| هاردكور هستروي 101                         | مقابلة                  | ميك فولي                             | فبراير 2008 - أبريل 2009                | يتكلم فولي عن مسيرته في مصارعة المحترفين. |
| أوف ويغن تشالنج                            | تحدي مصارعة             | بير موني إنك (بوبي رود و جيمس ستورم) | فبراير 2008 - أبريل 2009                | يقوم فريق بير موني إنك بتحدي مفتوح لأي فريق من أجل لعب مباراة ضدهما على بطولة تي إن إيه العالمية للفرق الثنائية. إذا خسر الفريق المقابل يطرد من المنظمة. |
| دبل جاي دبل إم إيه أوبن تشالنج             | تحدي مباراة فنون قتالية | جيف جاريت                            | 9 ديسمبر، 2010 - 6 يناير، 2011          | جيف جاريت يصدر تحديًا مفتوحا إلى أي مشجع ليواجهه في مباراة فنون قتالية. الفائز يحصل على 100,000 دولار أمريكي. |
| غت تشك تشالنج                              | تحدي مصارعة             | جيرمي بوراش                          | 26 أبريل، 2012- يوليو 2013              | تحدي يعقد مرة واحدة في الشهر، حيث يأتي مصارع/مصارعة من منظمة مستقلة ليتصارع/تتصارع في تي إن إيه مع ثلاثة قضاة يصوتون على ما إذا كان ينبغي أن يحصل/تحصل على عقد من تي إن إيه بناء على أدائه/أدائها. |
| أوبن فايت نايت (ليلة القتال المفتوح)       | تحدي مصارعة             | مصارعي تي إن إيه                     | 26 أبريل، 2012- يونيو 2013 , يناير 2017 | مرة واحدة في الشهر، تصبح جميع مباريات المصارعة على إمباكت ريسلنغ مفتوحة حيث يقوم عضو في قائمة مصارعة تي إن إيه باستدعاء أي موظف في تي إن إيه (بضمن ذلك مصارع، أو مُصارعة، أو مذيع، أو حكم)؛ رفض القتال بعد أن يصدر التحدي سيؤدي إلى اتخاذ إجراءات تأديبية شديدة من إدارة إمباكت، بما في ذلك الغرامات والايقاف. |
| تشامبيون شيب ترزداي (خميس البطولة)         | مباراة بطولة            | هولك هوغان                           | 6 سبتمبر، 2012- ديسمبر 2012             | مرة واحدة في الشهر، يتم وضع بطولة على المحك وأربعة منافسين سيجتمعون مع هوغان في محاولة لإقناعه لمنحهم مباراة بطولة. في النهاية سيختار هوغان واحدًا بعد أن يقصي ثلاثة ويمنحه مباراة بطولة. |
| جيل كيم اوبن تشالنج (تحدي جيل كيم المفتوح) | تحدي مصارعة             | غايل كيم معها المصارعة ليد تابا      | نوفمبر 2013- يناير 2014                 | جيل كيم تحدي اي مصارعةاو سيدة خارج قسم النوك اوتس في التي ان ايه في مباراة لو هزمت كيم تنال الفائزة فرصة علي لقب النوك اوتس انتهت تلك المسابقة بفوز ماديسون راين بلقب النوك اوتس في عرض جينسيس 2014 . |
| برام اوبن تشالنج (تحدي برام المفتوح)       | تحدي مصارعة             | برام (مصارع)                         | 10 يونيو 2015- 28 يونيو 2015            | برام يتحدي اي مصارع من مصارعي التي ان ايه القدامي ليواجهه في مباراة واخر تحدي مفتوح بهذا الشكل كان ضد مات مورجان في عرض سلامي فرسري 2015 حيث هزم مات مورجان في مباراة قتال شوارع . |
| فاكت اوف لايف (حقائق الحياة)               | مقابلة                  | ايلي دريك                            | 26 ابريل 2016 - يناير 2017              | ايلي دريك يستضيف المصارعين ليتحدث معهم وغالباً ما تتحول تلك المقابلة لقتال بين الضيف وايلي دريك . |

## البث العالمي
بالإضافة إلى بثه على قناة ايه اكس اس تي في الولايات المتحدة الذي سيبدأ في البث في شهر أكتوبر وشبكة التي ان ايه العالمية امباكت بلس وقناة التي ان ايه علي منصتي تويتش وبلوتو تي في، فإن البرنامج يبث عالميا في دول مختلفة.

### حالياً
| الدولة | الشبكة                        | عبر الانترنت    | المراجع         |
| --- | ----------------------------- | --------------- | --------------- |
| كندا | فايت نتورك ‏ جيم تي في ‏        | تويتش           | [ 104 ]         |
| الهند بنجلاديش سير لانكا نيبال | سوني إي أس بي أن              | تويتش           | [ 105 ]         |
| انغولا بينين بوتسوانا بوركينا فاسو بورندي الكاميرون الرأس الأخضر جمهورية أفريقيا الوسطي تشاد جزر القمر جمهورية الكونغو الديموقراطية جيبوتي غينيا الاستوائية اريتريا أثيوبيا الجابون جامبيا غانا غينيا غينيا بيساو ساحل العاج ليسوتو ليبيريا مدغشقر مالاوي مالي موريتانيا موريشيوس مايوت موزمبيق ناميبيا نيجيريا النيجير جمهورية الكونغو لا ريونيون رواندا سانت هيلينا ساو تومي وبرينسيبي السنغال جزر سيشيل سيرا ليون الصومال جنوب أفريقيا السودان سوازيلاندا تنزانيا توجو اوغندا زامبيا زيمبابوي | سوبر سبورت                    | تويتش           | [ 106 ] [ 107 ] |
| المملكة المتحدة أيرلندا | فايف ستار ‏ فايت نتورك يو كيه ‏ | شبكة إمباكت بلس | [ 108 ]         |
| المكسيك | ام في أس تي في                |                 | [ 109 ]         |
| الفلبين | تاب ايدج                      |                 | [ 110 ]         |
| إيطاليا البرتغال تركيا اليونان بلغاريا البوسنة والهرسك صربيا والجبل الأسود | فايت نتورك                    |                 | [ 111 ]         |

### سابقاً
| الدولة                | الشبكو                                                             | المراجع         |
| --------------------- | ------------------------------------------------------------------ | --------------- |
| أستراليا              | فوكس 8 / فيول تي في (أستراليا) / مين أيفينت (أخر بث 27 يوليو 2015) | [ 113 ] [ 114 ] |
| البرازيل              | ايسبورت أنتراتيفو (أخر بث 2017)                                    | [ 115 ]         |
| الدنمارك              | القناة التاسعة الدنماركية                                          | [ 116 ]         |
| فرنسا                 | ما شاين سبور                                                       | [ 116 ]         |
| ألمانيا النمسا سويسرا | ران فايتينج (أخر بث في 2017)                                       | [ 117 ]         |
| أسرائيل               | أي جي اوه توتال (اخر بث في 2017)                                   | [ 118 ]         |
| بولندا                | اورنج سبورتس                                                       | [ 119 ]         |

## روابط إضافية
- إمباكت ريسلينغ دوت كوم (الموقع الرسمي ل تي إن إيه إمباكت ريسلينغ)
- إمباكت ريسلنغ على موقع IMDb (الإنجليزية)
- إمباكت ريسلنغ على موقع كينوبويسك (الروسية)
- إمباكت ريسلنغ على موقع قاعدة بيانات الفيلم (الإنجليزية)